# لجان التنسيق المحلية في سوريا
لجان التنسيق المحلية في سوريا هي اتحاد لمجموعة من التنسيقيات المحلية للمحافظات والمدن والبلدات السورية التي أنشأت إبان انطلاق ثورة الكرامة السورية، وذلك بهدف تنسيق المواقف السياسية والجهود الميدانية وتوحيد الخطاب الموجه للخارج، وتقديم معلومات دقيقة وموثقة بشكل قانوني وفقاً للقواعد المتبعة من قبل لجان حقوق الإنسان العالمية. وتشمل لجان التنسيق المحلية، لجنة إعلامية ولجنة حقوقية ولجنة طبية ولجنة اغاثية ولجنة مسؤولة عن تنظيم الجهود الطلابية في سوريا فضلاً عن تمثيل سياسي لها في المجلس الوطني السوري المعارض.

## النشأة والأهداف
مع انطلاق الثورة في سوريا منتصف شهر آذار2011، تشكلت العشرات من المجموعات الصغيرة على امتداد سوريا، أخذت كل منها على عاتقها مهمة الاجتماع والتخطيط والتنظيم على الأرض وفي نطاقها المحلي. ومع تطور سير الاحتجاجات سعت هذه المجموعات إلى تنظيم أكبر فيما بينها لتحقيق التواصل والتنسيق في حراكها الميداني  وموقفها السياسي، تحت اسم «لجان التنسيق المحلية في سوريا»، بحيث ضمت حتى الآن ممثلين عن نشطاء الميدان في معظم المدن السورية وكثير من مناطقها.

## التنسيقيات الأعضاء
تضم لجان التنسيق المحلية تحت مظلتها حالياً عدداً كبيراً من التسيقيات الميدانية بما في ذلك تنسيقية الجولان المحتل، ائتلاف شباب سوا في القامشلي، الناطق الرسمي باسم ثورة الفرات في دير الزور، تنسيقية سراقب، تنسيقية داريا، تنسيقية شباب الرقة، تنسيقية داعل، التنسيقية الميدانية لحمص ـ المكتب الإعلامي، تنسيقية الثورة السورية في حمص/ باب السباع - ديربعلبة - البياضة - الخالدية، لجان تنسيق الحسكة، محامو سورية من أجل الحرية، تنسيقية السويداء/ فرع شهبا وقراها، تنسيقية محافظة السويداء، تنسيقية الحسكة الموحدة، اتحاد الطلبة الأحرار، تنسيقية مدينة الضمير، تنسيقية ثورة الزبداني وماحولها، تنسيقية الرحيبة | الثورة السورية، حركة شباب هنانو، تنسيقية الثورة السورية في منطقة مشروع دمر، نسيقية بلدة تسيل، ائتلاف طلاب جامعة دمشق الأحرار/تنسيقية الاتارب وماحولها / تنسيقية جديدة عرطوز البلد / تنسيقية تادف /تنسيقية مدينة الباب وماحولها / تنسيقية مضايا / تنسيقية دوما - لجان اتنسيق المحلية /تنسيقية عربين / تنسيقية مصياف / تنسيقية القدموس /تنسيقية قلعة المرقب / تنسيقية شباب الرقة / تنسيقية الطبقة/تنسيقية مو حسن /تنسيقية العشارة.

## مركز توثيق الانتهاكات
تتعاون لجان التنسيق المحلية مع مركز توثيق الانتهاكات وهو موقع يوثق على مدار الساعة انتهاكات النظام السوري ضد الشعب السوري بما في ذلك أسماء المفقودين والسجناء والشهداء والجرحى سواء المدنيين أو العسكريين، كما يقدم المركز تصنيفاً للضحايا من حيث الفئات العمرية والمناطق الجغرافية السورية.

## فريق العمل
يتكون فريق العمل في لجان التنسيق المحلية من المتطوعين السوريين سواء المقيمين داخل أو خارج سوريا من تخصصات أكاديمية وثقافية وتقنية مختلف، ويتم العمل وفق منظومة متكاملة تبدأ بالتنسيق الميداني، مروراً بالدعم الإعلامي والفني والتقني وصولاً إلى التوثيق الحقوقي والذي يشرف عليه مجموعة المحامون والعاملون في مجال حقوق الإنسان,، كما تعمل اللجان بشكل وثيق مع مجموعة من أبرز المدونين العرب والسوريون في الداخل السوري وفي المهجر.

## التوثيق ومصادر المعلومات
تعتمد لجان التنسيق المحلية في سوريا أسلوب التوثيق المتبع عالمياً في مجال حقوق الإنسان حيث يتم التواصل مباشرة مع الضحية أو أهله وتوثيق اسمه الثلاثي أو الرباعي، وتسجيل فيديو للإصابة أو الجثة كما يتوجب الحصول على ثلاث شهادات مستقلة ومتطابقة عن الواقعة قبل أن يتم اعتمادها ضمن تقارير اللجان. ويشترط شهادة طبيب في حال حصول انتهاكات جسدية وشهادة حقوقي في حالة حدوث انتهاكات قانونية كما يتم توثيق عدد أكبر من الشهادات فيما يتعلق بالانتهاكات المتعلقة بطلبة المدارس أو الجامعات.

## التوجهات السياسية
لجان التنسيق المحلية في سوريا هي لجان مستقلة لا تتبع لأي تيار أو حزب سياسي أو ديني أو فئوي وتضم بين أعضائها شخصيات تتبع لجميع فئات المجتمع السوري، وتهدف اللجان إلى تحقيق دولة مدنية ديمقراطية تقوم على العدالة والمساواة بين جميع أفراد المجتمع بغض النظر عن الدين أو العرق وإلى تحقيق التداول السياسي بما يتيح الفرصة لدفع عجلة التنمية في سوريا وتفعيل الطاقات البشرية والمادية المعطلة حالياً.

## العمل الإغاثي
تجاوزت آثار أعمال العنف الهمجية للنظام القتل والاعتقال والتعذيب، لتصل إلى المعاناة اليومية للسوريين على الأصعدة المختلفة. فتعرضت مدن بأكملها للتنكيل حتى باتت مناطق منكوبة  بفعل القصف وتشريد الأهالي والحصار وانقطاع مواد التدفئة ومواد التغذية الأساسية، وتدمير البنى التحتية للحياة من بيوت ومتاجر وتجهيزات، فيما أصبحت آلاف العائلات بلا معيل بسبب استشهاد أو اعتقال الرجال والشبان المعيلين لها أو اضطرارهم للتواري وبالتالي فقدانهم لأعمالهم ومصادر رزقهم. وقد استدعى تدهور الأوضاع المعيشية للسوريين في ظل هذه الظروف تحركا سريعا من مختلف القوى الثورية والسياسية والشعبية من أجل تخفيف معاناة العائلات بالقدر الممكن ووفقا للإمكانات المتاحة. وتعمل لجان التنسيق المحلية إلى جانب قوى ثورية أخرى على إرسال المواد الغذائية الأساسية للعائلات المحتاجة في مختلف المدن والمناطق (رز، سكر، زيت، سمن، عدس..)، بالإضافة إلى المواد الإغاثية العينية الأخرى كالبطانيات والثياب بالنسبة للمناطق المنكوبة وتلك التي تعرض أهلها للتشريد من منازلهم بفعل القصف والدمار.

## التقارير والبيانات
تصدر لجان التنسيق المحلية بيانات دورية نصف شهرية حول انتهاكات النظام السوري لحقوق الإنسان باللغتين العربية والإنجليزية كما تصدر بيانات تتعلق بمواقف اللجان من المستجدات السياسية أو الكوارث الإنسانية التي تطرأ على أي من المدن أو البلدات السورية، وتتواجد جميع هذه التقارير على موقع اللجان على الإنترنت، وعلى صفحتها على موقع الفيسبوك كما يمكن الاشتراك بقائمتها البريدية للحصول على التقارير.

## وصلات خارجية
- الموقع الرسمي